# Arnac-la-Poste
 Arnac-la-Poste ist eine französische Gemeinde mit 911 Einwohnern (Stand 1. Januar 2022) im Département Haute-Vienne in der Region Nouvelle-Aquitaine; sie gehört zum Arrondissement Bellac und zum Kanton Châteauponsac.

## Geographie
Das Gemeindegebiet wird vom Flüsschen Glevert und seinem Zufluss Planche Arnaise durchquert. Im Nordosten verläuft die Benaize und im Süden die Brame. Durch den Osten des Gemeindegebietes führt die Autoroute A 20 in Nord-Süd-Richtung. 
Nachbargemeinden von Arnac-la-Poste sind Saint-Sulpice-les-Feuilles im Norden, Vareilles im Nordosten, La Souterraine im Osten, Saint-Maurice-la-Souterraine im Südosten, Saint-Amand-Magnazeix im Süden, Saint-Hilaire-la-Treille im Westen und Mailhac-sur-Benaize im Nordwesten.

## Bevölkerungsentwicklung
| Jahr      | 1962 | 1968 | 1975 | 1982 | 1990 | 1999 | 2007 | 2015 |
| Einwohner | 1416 | 1279 | 1172 | 1118 | 1027 | 979  | 1024 | 983  |

## Sehenswürdigkeiten

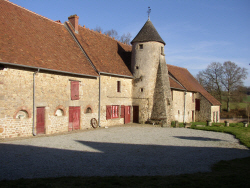
Relais de Poste de Montmagner

- Kirche (12.–14. Jahrhundert, Monument historique seit 1925)
- Dolmen L’Héritière in La Pierre Levée (Monument historique seit 1983)
- Relais de Poste de Montmagner (12.–16. Jahrhundert, Monument historique)
- Salle d’Arnac (15. Jahrhundert)
- Tour de Lubignac als Rest einer Burg